# جوزيه باريوس
جوزيه باريوس (بالإنجليزية: Jose Barrios)‏ هو لاعب كرة قاعدة أمريكي، ولد في 26 يونيو 1957 في نيويورك في الولايات المتحدة.

## وصلات خارجية
- جوزيه باريوس على موقعبيزبول رفرنس.كوم (الدوري الرئيسي) (الإنجليزية)
- جوزيه باريوس على موقعبيزبول رفرنس.كوم (الدوري الثانوي) (الإنجليزية)